# San Antonio de la Cal
San Antonio de la Cal è un comune del Messico, situato nello stato di Oaxaca. l capoluogo è la località di San Antonio de la Cal.